# Kostel Narození svatého Jana Křtitele (Vlkov nad Lesy)
Kostel Narození svatého Jana Křtitele je římskokatolický, orientovaný, filiální kostel ve Vlkově nad Lesy, části obce Běrunice. Patří do děkanství Nový Bydžov. Od 17. února 2014 je chráněn jako kulturní památka České republiky. Stavba na vyvýšenině dominuje okolní krajině.

## Historie
Původní kostel se vsí je doložen roku 1361, rámcově jej lze datovat do první poloviny 14. století, i když podle některých archaických rysů může mít i starší původ. Kostel s gotickým jádrem a věží byl zbarokizován v 18. století, v roce 1857 byl rozšířen o boční lodi a upraven novogoticky. Na přestavbu věže bylo zaplaceno 600 zlatých z jmění kostela, předtím je doložena jen menší oprava roku 1768 ve výši 100 zlatých. Stavební vývoj kostela lze vyčíst na půdě. Zdi jsou vyzděny z pečlivě lícované vrstevnaté opuky (zdivo má téměř románský ráz). Vrchol klenby presbytáře je podstatně níže než strop lodi a svým profilem odpovídá dochovanému původnímu triumfálnímu oblouku výrazně archaického tvaru mírně stlačeného klobouku, který je vyzděn z velkých pravidelných pískovcových kvádrů. Klenba je zřejmě původní, neboť v zcela kompaktním režném opukovém zdivu nad ní se nezachovaly žádné stopy po klenbě nebo trámovém stropu.

## Architektura
Trojboce uzavřený presbytář s valenou klenbou má stejnou výšku jako hlavní loď, která byla v roce 1857 rozšířena o dvě úzké a nízké boční lodi s valbovými střechami. Autorem stavebních úprav byl architekt Josef Míča. Hlavní loď byla a stále je plochostropá. K presbytáři na severní straně přiléhá sakristie. Západní straně kostela dominuje mohutná, částečně vtažená gotická hranolová věž o síle zdí půldruhého metru vyzděná z vrstevnaté lícované opuky. Věž je mimo zvonového patra armována v nárožích novogoticky upravenými pískovcovými kvádry. Ve druhém patře věže s kulatými novogotickými okny je v opukových zdech druhotná příměs cihel. Třetí zvonové patro je vyzděno z opuky, jen špalety úzkých a vysokých novogotických oken jsou včetně parapetní části z cihel. Vstup do věže je schodišťovým přístavkem při její severní straně. Z prvního patra věže vede půlkruhem zaklenutý vstup na kruchtu. Ve věži visí zvony z let 1651 a 1724.

## Bohoslužby
Pravidelné bohoslužby se v kostele nekonají.